# Бутаково (Вознесенский район)
Бутаково — село в Вознесенском районе Нижегородской области России. Административный центр Бутаковского сельсовета.

## География
Село находится в юго-западной части Нижегородской области, в зоне хвойно-широколиственных лесов, при автодороге 22Н-1309, на расстоянии приблизительно 9 км (по прямой) к югу от Вознесенского, административного центра района. Абсолютная высота — 108 м над уровнем моря.
Климат
Климат характеризуется как умеренно континентальный, с тёплым летом и холодной снежной зимой. Среднегодовая температура — 3,7 °C. Средняя температура воздуха самого тёплого месяца (июля) — 19 °C (абсолютный максимум — 39 °C); самого холодного (января) — −11 °C (абсолютный минимум — −44 °C). Среднегодовое количество атмосферных осадков составляет около 460—480 мм. Снежный покров держится в течение 140—145 дней.
Часовой пояс
Село Бутаково, как и вся Нижегородская область, находится в часовой зоне МСК (московское время). Смещение применяемого времени относительно UTC составляет +3:00.

## Население
| 1999 | 2002 | 2010 |
| ---- | ---- | ---- |
| 421  | ↘383 | ↘296 |

Национальный состав
Согласно результатам переписи 2002 года, в национальной структуре населения русские составляли 95 % из 383 чел.